# Je, François Villon
Je, François Villon est un roman historique de l'écrivain français Jean Teulé paru le 2 mars 2006, centré sur la vie du poète médiéval François Villon.
Ce roman a été adapté sous forme d'un téléfilm (Je, François Villon, voleur, assassin, poète..., 2011) réalisé par Serge Meynard, et de trois albums de bande dessinée illustrés par Luigi Critone.